# 慶北每日新聞
《慶北每日新聞》（韓語：경북매일신문）是一份韩国报纸，总部位于慶尚北道浦項市，最大的分部位于大邱。于1990年创刊，目前每週出版5天，星期六和星期日停刊。